# Kế hoạch Duhamel

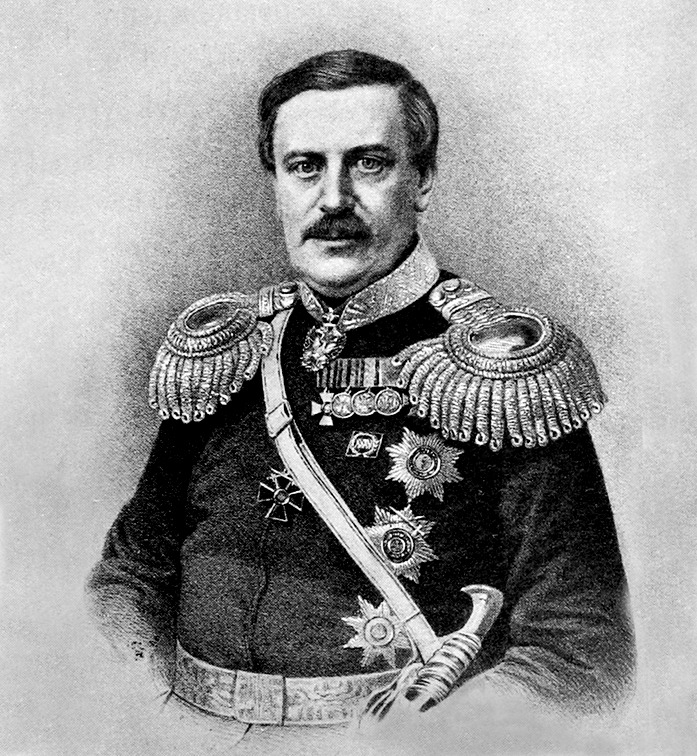
Chân dung Dyugamél'

Kế hoạch Duhamel là một kế hoạch xâm lược dự trù của Nga nhằm đưa quân vào Ấn Độ trong thời gian Chiến tranh Krym, cuộc chiến tranh mà Nga đánh với liên minh Anh, Pháp và đế quốc Ottoman. Kế hoạch này do Tướng Aleksándr Ósipovitch Dyugamél' vạch ra và đề xuất với Sa hoàng Nikolai I vào năm 1854. Dyugamél' đề xuất 5 tuyến đường hành quân nhưng ưu tiên của ông là tuyến hành quân qua Ba Tư và Afghanistan băng qua đèo Khyber để xâm lược Ấn Độ thuộc Anh. Kế hoạch này sẽ phải cần sự hỗ trợ từ người Afghanistan và người Ba Tư.
Dyugamél' hy vọng rằng các bộ tộc Afghanistan sẽ tham gia lực lượng của ông, với hy vọng cho họ giành được chiến lợi phẩm và lãnh thổ, còn người Ba Tư thì có thể tấn công người Ottoman. Ông cũng hy vọng rằng đế quốc Sikh vốn bị Anh đánh bại vào năm 1849 có thể tấn công người Anh và lực lượng Ấn Độ thân Anh khác, đặc biệt là cộng đồng Hồi giáo qua một cuộc nổi dậy. Do yêu cầu quân sự lớn của Chiến tranh Krym, cuộc xâm lược này đã không bao giờ được tiến hành. Đối với người Anh họ cho rằng họ có thể đã đánh bại bất kỳ cuộc xâm lược tiềm tàng nào từ hướng Biên giới Tây Bắc.

## Bối cảnh
Yêu sách của Nga muốn kiểm soát một số lãnh thổ của Đế quốc Ottoman dọc biên giới với Nga đã khiến đế chế này tuyên chiến vào tháng 10 năm 1853, bắt đầu Chiến tranh Krym. Anh và Pháp, cảnh giác với sự bành trướng của Nga nên cũng đã tuyên chiến vào tháng 3 năm 1854. Các lực lượng Đồng minh sẽ hội quân với quân Ottoman tại Varna, Bulgaria vào tháng 6 và bắt đầu xâm lược lãnh thổ Krym của Nga vào tháng 9. Trong năm này, Tướng Aleksándr Ósipovitch Dyugamél' đã đệ trình một kế hoạch lên Sa hoàng Nga Nicholas I về một cuộc xâm lược Ấn Độ thuộc Anh. Dyugamél' từng là phái viên của Nga tại Ba Tư từ năm 1838 đến năm 1841 và vào năm 1848 được Nicholas cử đến để trấn áp cuộc nổi dậy chống lại chính quyền Nga tại Wallachia vốn trên danh nghĩa thuộc Đế quốc Ottoman. Nước Anh duy trì một đội quân thường trực tương đối nhỏ so với các cường quốc khác trên thế giới và do yêu cầu lớn của chiến sự tại Chiến tranh Krym khiến nước Anh thậm chí phải triển khai dân quân tới mặt trận. Dyugamél' cho rằng việc đưa quân Nga tấn công Ấn Độ sẽ buộc Anh phải rút bớt các đơn vị chính quy đang chống lại lực lượng Nga ở Cận Đông về đây.

## Kế hoạch
Trong đề xuất của mình, Dyugamél' coi Ấn Độ là "điểm yếu duy nhất" của Anh. Ông lưu ý rằng trong thời đại Napoléon, Sa hoàng Nga Paul I đã đóng quân gần biên giới phía nam của nước Nga khiến Ấn Độ thuộc Anh rơi vào tình trạng báo động và kể từ đó tình báo Anh đã phải thường xuyên bận tâm đến nguy cơ xảy ra một cuộc xâm lược qua Trung Á. Dyugamél' cũng lưu ý những trường hợp tương tự khác đã được thực hiện bởi Alexander Đại đế, Thành Cát Tư Hãn, Tamerlane, Babur và Nader Shah.
Dyugamél' cho rằng chỉ cần một lực lượng nhỏ của Nga thôi thì ông có thể hy vọng sẽ thu hút được sự hỗ trợ từ các dân tộc ở Afghanistan, Ba Tư và có lẽ là cả Đế chế Sikh trước đây. Một khi đoàn quân Nga di chuyển đến Ấn Độ, ông hy vọng rằng việc di chuyển quân đồn trú của Anh đến biên giới phía tây bắc sẽ kích hoạt một cuộc nổi dậy lan rộng chống lại sự thống trị của Anh. Dyugamél' đưa ra lộ trình của chuyến hành binh của mình dựa trên các kế hoạch trước đó của Nga. Ông đề xuất 5 tuyến đường đến biên giới Ấn Độ:
- Từ Orenburg (Nga), qua Khiva và Merv (Hãn quốc Khiva) tiến đến Herat, Kandahar và Kabul (Afghanistan)
- Từ Orsk hoặc Orenburg (Nga), qua Bukhara (Tiểu Vương quốc Bukhara) đến Balkh và Kabul (Afghanistan)
- Từ Orsk hoặc Troitsk (Nga) với hai lựa chọn giữa lộ trình:
  - qua Aralsk và Ak-Mechet/Fort Perovski (Nga) và Tashkent (Hãn quốc Kokand)
  - qua Petropavlovsk (Kazakhstan)

Sau đó đi qua Kokand (Hãn quốc Kokand), Kalum và Bamyan đến Kabul (Afghanistan)
- Lộ trình ban đầu với sự chia cắt của lực lượng Nga:
  - Bộ binh và pháo binh sẽ đi từ Astrakhan (Nga) băng qua biển Đen đến Gorgan (Ba Tư)
  - Kỵ binh sẽ đi từ Circassia (Nga) băng đường bộ đến Ba Tư

Sau đó, lực lượng hợp lại rồi thực hiện di chuyển trên tuyến đường qua Resushan hoặc Shahnid đến Meshed (Ba Tư) sau đó đến Herat, Kandahar và Kabul.
- Từ Dsuelfa [Julfa] (Nga) qua Tabriz, Tehran, Meshed (Ba Tư) đến Herat, Kandahar và Kabul.

Dyugamél' đã chọn con đường thứ tư, băng qua biển Caspi, là con đường ưa thích của mình. Ông coi đây là chặng đường ngắn nhất và tránh xa các sa mạc, núi non, những con sông lớn và các bộ lạc thù địch. Dyugamél' cho rằng người Ba Tư "không có bất kỳ khả năng kháng cự đáng kể nào" có thể chống lại lực lượng Nga và họ sẽ không còn lựa chọn nào khác ngoài việc cho phép quân Nga đi qua. Ông nghĩ một căn cứ tiền phương của Nga có thể được thiết lập ở Đại Khorasan thuộc vùng Đông Ba Tư.

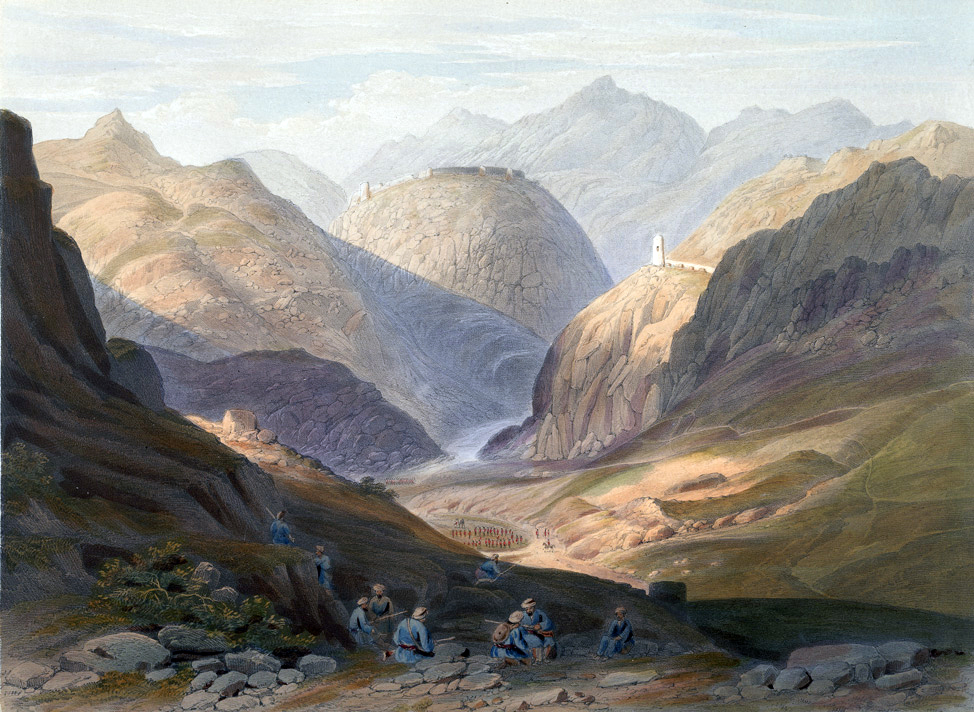
Tranh họa đèo Khyber năm 1848

Cuộc tấn công tiếp theo sau nhắm vào Ấn Độ sẽ được phát động từ Kabul hoặc Kandahar. Dyugamél' thích Kabul hơn vì nó cung cấp tuyến đường nhanh nhất, qua đèo Khyber đến các thành phố Lahore và Delhi của Ấn Độ, nơi mà ông hy vọng rằng số lượng lớn quân nổi dậy sẽ gia nhập lực lượng của Nga. Kế hoạch cũng mang lại những triển vọng tốt nhất chiếm đoạt chiến lợi phẩm và giành được lãnh thổ cho các đồng minh Afghanistan của ông. Cuộc hành quân từ Kabul này sẽ được thực hiện băng qua Jalalabad (Afghanistan), qua các thành phố Peshawar và Attock Khurd của Ấn Độ thuộc Anh. Dyugamél' đã hy vọng rằng cộng đồng bộ tộc Hồi giáo ở khu vực này sẽ nổi dậy và hỗ trợ cuộc hành quân. Dyugamél' có hai lựa chọn thay thế cho tuyến đường Kandahar: hoặc chạy qua Quetta, Dadu và Shikarpur hoặc qua Ghazna và Dera Ismail Khan. Dyugamél' cũng lưu ý tuyến đường Kandahar sẽ giống như việc di chuyển qua tuyến đường được thực hiện bởi cuộc xâm lược Afghanistan của người Anh vào năm 1839. Có rất ít chi tiết hậu cần trong kế hoạch. Ông cho rằng lực lượng Nga có thể liên tục di chuyển 27 km mỗi ngày qua lãnh thổ Ba Tư và Afghanistan.
Dyugamél' đã xem xét khả năng quân Anh thực hiện một chiến dịch phản công thông qua Vịnh Ba Tư nhưng cho rằng Anh không có thời gian để thực hiện kế hoạch này. Ông cho rằng lãnh đạo Ba Tư khó có khả năng liên minh với Anh nếu Nga đảm bảo giữ vững ngai vàng Ba Tư. Dyugamél' nghĩ rằng lãnh đạo Ba Tư thậm chí có thể tấn công đế quốc Ottoman nếu Nga đảm bảo khôi phục Baghdad, Kerseldi và một phần của Kurdistan hiện đang do Ottoman nắm giữ qua bất kỳ hiệp ước hòa bình nào có thể sau đó. Dyugamél' cho rằng sự hỗ trợ của Afghanistan là quan trọng đối với chiến dịch quân sự và thậm chí quan trọng hơn bất kỳ sự hỗ trợ nào từ Ba Tư hoặc Đế chế Sikh. Dyugamél' cho rằng Ba Tư có thể mua chuộc được bởi sự kết hợp của "mối đe dọa và quát tháo, quà tặng và lương hưu". Đế quốc Sikh có thể được khuyến khích tham gia bởi viễn cảnh mà họ mong muốn trả thù người Anh vì đã sáp nhập Punjab vào năm 1849, sau Chiến tranh Anh-Sikh lần thứ hai.
Dyugamél' cho rằng Nga chỉ cần huy động lực lượng tương đối nhỏ: "chỉ cần một đội quân nhỏ, để tạo thành tâm điểm của vòng xâm lược mà tất cả các bộ tộc bị Anh chinh phục sẽ tập hợp lại, và có thể giảm dần quy mô khi các lực lượng tấn công đó nổi loạn". Ông cũng lưu ý rằng "chúng ta không xâm lược Ấn Độ với mục đích thực hiện các cuộc chinh phạt, mà là để lật đổ sự thống trị của Anh - hoặc ít nhất là để làm suy yếu sức mạnh của Anh".

## Tác động

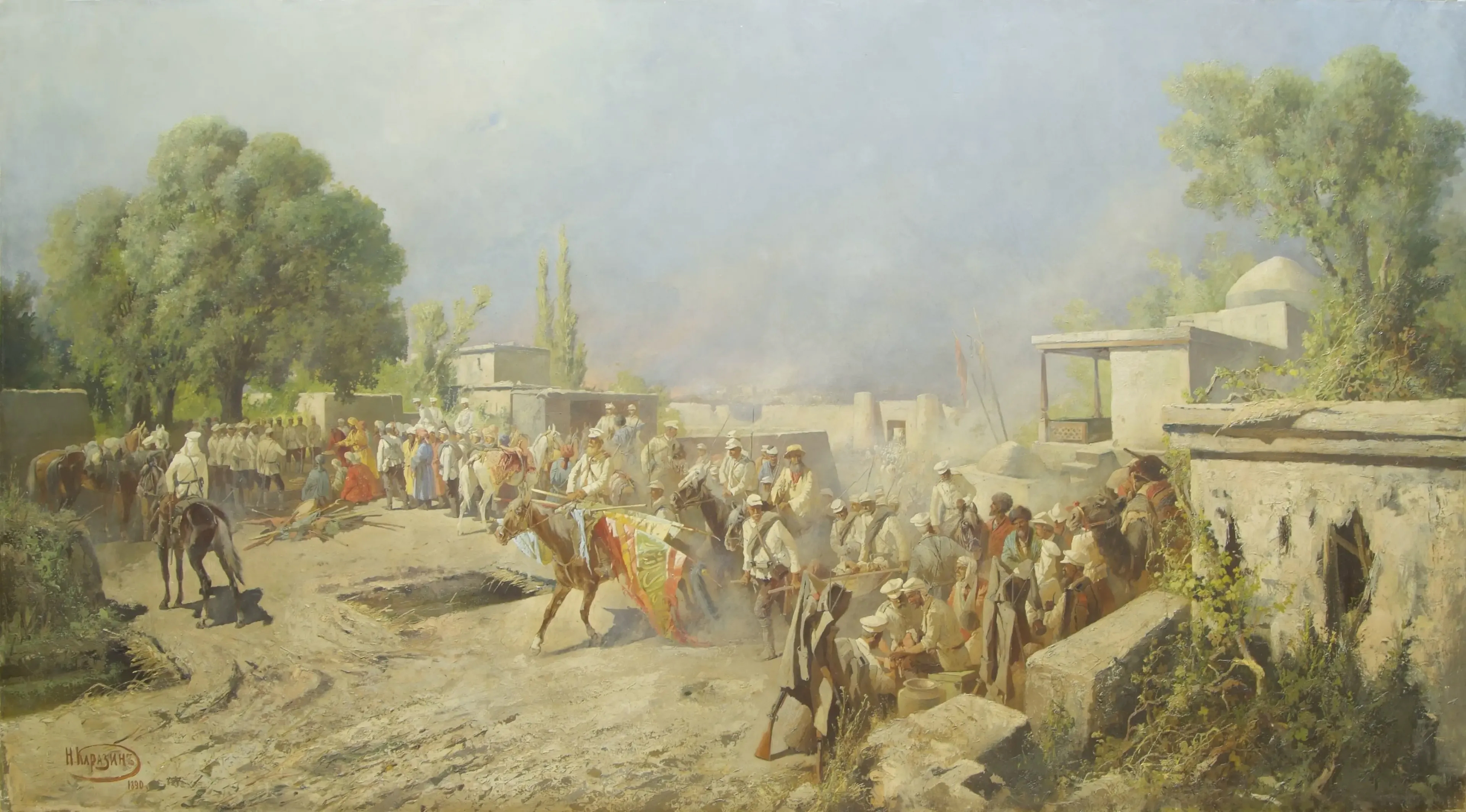
Quân đội Nga chiếm đóng Tashkent, Kokand vào năm 1865

Do yêu cầu lớn của chiến sự tại Krym, không có đạo quân Nga nào có thể chuyển cho chiến dịch và do đó kế hoạch đã không bao giờ được tiến hành. Một kế hoạch xâm lược thứ hai được đề xuất vào năm 1854 bởi sĩ quan hải quân Nikolai Chikhachev và kế hoạch thứ ba bởi Tướng Stepan Khrulev  vào năm 1855 (kế hoạch Khrulev), tuy nhiên, những kế hoạch này cũng đã không bao giờ được tiến hành. Nhà sử học người Anh Peter Hopkirk viết năm 2001, cho biết các nhà chức trách Anh ở Ấn Độ tự tin rằng bất kỳ cuộc xâm lược nào vào Ấn Độ qua Biên giới Tây Bắc có thể bị đánh bại. Hopkirk cho rằng kế hoạch Dyugamél' khó có thể thành công, vì kế hoạch sẽ thực hiện dựa trên sự hợp tác giữa Afghanistan và Ba Tư và liệu dân chúng của các nước đó có cho phép một đội quân nước ngoài hành quân qua vùng đất của họ hay không.
Dyugamél' đã đúng về sự dễ dàng bùng phát nổi dậy của người Ấn Độ: Cuộc nổi dậy của Ấn Độ nổ ra ở đó vào năm 1857. Chiến tranh Krym kết thúc với thất bại của Nga vào năm 1856 và Nga không hỗ trợ gì cho quân nổi dậy Ấn Độ trong cuộc binh biến này. Trong những năm tiếp theo, Nga củng cố quyền lực của mình ở Trung Á: sáp nhập Bukhara vào năm 1868, Khiva vào năm 1873 và Kokand vào năm 1876.